# Tibagi & Miltinho
Tibagi e Miltinho foi uma dupla de cantores e compositores de música sertaneja do Brasil.
Oscar Rosa, o Tibagi, nasceu em São Paulo, SP, no dia 30 de junho de 1927 e morreu em São Sebastião do Paraíso, Minas Gerais, no dia 12 de maio de 2015 aos 87 anos.
Hilton Rodrigues dos Santos, o Miltinho, nasceu em Goiânia GO, no dia 2 de maio de 1941. E morreu no dia 9 de Janeiro de 2021 por complicações de um alzheimer, aos 79 anos.  
Dentre seus diversos sucessos, merecem destaque: Pombinha Branca, Noite Fria, O Apito do Trem, Lembranças de Amor, Pé de Cedro, Canarinho do Peito Amarelo entre outros. Foi uma das duplas expoentes da influência mexicana na Música Sertaneja Brasileira, e um sucesso da dupla com forte influência da música latina foi gravado em 1963, é o bolero "Taça Vazia". 

## Discografia
- ([S/D]) Canta para as Américas • Camdem • LP[8]
- ([S/D]) Grandes sucessos • Sertanejo • LP[8]
- ([S/D]) Hinos evangélicos • Tropicana • LP[8]
- ([S/D]) Maiores sucessos • Rosicler • LP[8]
- ([S/D]) Que seja agora • Beverly • LP[8]
- ([S/D]) Sucessos • Tropicana • LP[8]
- ([S/D]) Tibagi e Miltinho • RGE • LP[8]
- ([S/D]) Tibagi e Miltinho vol. 2 • RGE • LP[8]
- ([S/D]) Trovadores do Brasil • Rosicler • LP[8]
- ([S/D]) Trovadores do Brasil • Sertanejo • LP[8]
- ([S/D]) Trovadores do Brasil • Rosicler • LP[8]
- (1964) Pombinha branca/Porque me desprezas. Sertanejo, 78[8]
- (1964) Dominique/Só você. Sertanejo, 78[8]
- (1964) Confissão/Juramento de amor. Sertanejo, 78[8]
- (1963) Bendito amor/Taça vazia. Sertanejo, 78[8]
- (1963) Zé do Cedro/O amor que já foi meu; Sertanejo, 78[8]
- (1963) Dia mais triste da vida/Que seria. Sertanejo, 78[8]
- (1963) Tarde demais/Fim de uma noite de orgia. Sertanejo, 78[8]
- (1962) Teu casamento/Despedida. Sertanejo, 78[8]
- (1962) O destino não quis o nosso matrimônio. Sertanejo. 78[8]
- (1962) Cristo de ouro/Vestida de branco. Sertanejo. 78[8]
- (1961) Taça da saudade/Amargura. Sertanejo. 78[8]
- (1961) Pranto amargo/Triste caminho. Sertanejo. 78[8]
- (1961) Mula grã-fina/Flor proibida. Sertanejo. 78[8]
- (1960) Sonho de amor/Sem teu amor. Sertanejo. 78[8]
- (1960) Foi um sonho/Boêmio da rua. Sertanejo. 78[8]